# Istanbul Bulls
Gli Istanbul Bulls sono una squadra di football americano di Istanbul, in Turchia, fondata nel 2011 col nome di Istanbul Conquerors; hanno assunto il nome Bulls nel 2014.

## Dettaglio stagioni

### Tornei nazionali

#### 1. Lig
| Stagione | regular season | regular season | regular season | regular season | regular season | regular season | playoff | playoff | playoff | playoff | playoff | playoff   | playoff    |
|          | Vin            | Par            | Per            | Tot            | PF             | PS             | Vin     | Per     | Tot     | PF      | PS      | risultato | avversaria |
| -------- | -------------- | -------------- | -------------- | -------------- | -------------- | -------------- | ------- | ------- | ------- | ------- | ------- | --------- | ---------- |
| 2024     | 3              | 0              | 4              | 7              | 94             | 124            | -       | -       | -       | -       | -       | -         | -          |
| Totale   | 3              | 0              | 4              | 7              | 94             | 124            | -       | -       | -       | -       | -       |           |            |

Fonti: Enciclopedia del Football - A cura di Massimo Mezzetti

#### 2. Lig
| Stagione | regular season | regular season | regular season | regular season | regular season | regular season | playoff | playoff | playoff | playoff | playoff | playoff   | playoff             |
|          | Vin            | Par            | Per            | Tot            | PF             | PS             | Vin     | Per     | Tot     | PF      | PS      | risultato | avversaria          |
| -------- | -------------- | -------------- | -------------- | -------------- | -------------- | -------------- | ------- | ------- | ------- | ------- | ------- | --------- | ------------------- |
| 2013     | 0+?            | 0+?            | 3+?            | 4              | 0+?            | 57+?           | -       | -       | -       | -       | -       | -         | -                   |
| 2023     | 3              | 0              | 0              | 3              | 85             | 20             | 2       | 0       | 2       | 56      | 2       | Campioni  | Hacettepe Red Deers |
| Totale   | 3+?            | 0+?            | 3+?            | 7              | 85+?           | 77+?           | 2       | 0       | 2       | 56      | 2       |           |                     |

Fonti: Enciclopedia del Football - A cura di Massimo Mezzetti

### Riepilogo fasi finali disputate
| Anno              | Luogo   | Evento | Fase del torneo | Incontro                             | Risultato |
| 17 settembre 2023 | Sakarya | 2. Lig | Finale          | Istanbul Bulls - Hacettepe Red Deers | 33 - 2    |